# John Kerry
John Forbes Kerry (sinh ngày 11 tháng 12 năm 1943) là một chính khách Mỹ và Ngoại trưởng Hoa Kỳ thứ 68 từ ngày 1 tháng 2 năm 2013 đến ngày 20 tháng 1 năm 2017 dưới thời Tổng thống Barack Obama. Trước đây, ông từng là một Thượng nghị sĩ Hoa Kỳ của Massachusetts từ 1985 đến 2013 làm chủ tịch Ủy ban Đối ngoại Thượng viện Hoa Kỳ. Kerry là ứng viên tổng thống của đảng Dân chủ trong cuộc bầu cử tổng thống 2004 nhưng thua tổng thống đương nhiệm George W. Bush của đảng Cộng hòa.

## Thời niên thiếu
John Kerry sinh ngày 11 tháng 12 năm 1943 tại bệnh viện quân đội Fitzsimmons ở Aurora, Colorado. Ông là con trai của một cựu chiến binh Quân đoàn Không lực Lục quân.
Ông đã theo học trường nội trú tại Massachusetts và New Hampshire và học đại học tại Đại học Yale khóa 1966, nơi ông theo học khoa học chính trị và trở thành một thành viên của hội kín có ảnh hưởng Skull and Bones (Xương sọ và Xương).

## Gia nhập quân đội
Ông đã nhập ngũ Trù bị Hải quân năm 1966, và giai đoạn 1968-1969 làm sĩ quan thường trực trong 4 tháng của một tàu tuần tra PCF ở Việt Nam. Với nhiệm vị này, ông đã được tặng các huy chương chiến đấu như Sao Bạc, Sao Đồng và ba Trái tim Tím.

## Hoạt động chính trị
Trở về Hoa Kỳ, Kerry gia nhập Cựu chiến binh Việt Nam chống chiến tranh và ông đóng vai trò là phát ngôn viên được công nhận toàn quốc ở Hoa Kỳ của một tổ chức chống chiến tranh Việt Nam. Ông đã xuất hiện trước Ủy ban Đối ngoại Quốc hội Hoa Kỳ nơi ông coi chính sách Hoa Kỳ ở Việt Nam là nguyên nhân của "các tội ác chiến tranh".
Sau khi tốt nghiệp Trường Luật Boston, Kerry làm Trợ lý Chưởng lý khu vực và đồng sáng lập một hãng tư nhân. Ông làm Phó thống đốc Massachusetts dưới thời Michael Dukakis từ năm 1983 đến 1985.
Từ tháng 5/2012, ông Kerry cũng là một trong năm thượng nghị sĩ Hoa Kỳ lên tiếng quan ngại về tình trạng tự do hàng hải đang bị đe dọa khi Trung Quốc – ASEAN không tìm được kênh giao tiếp hiệu quả và nhấn mạnh tính hệ trọng của UNCLOS đối với việc giải quyết tranh chấp chủ quyền Biển Đông.
Ngày 15 tháng 12 năm 2012, Báo chí Mỹ đưa tin Thượng nghị sĩ Mỹ John Kerry đã được Tổng thống Barack Obama chọn làm người kế nhiệm bà Hillary Clinton giữ chức Ngoại trưởng Hoa Kỳ.
Ngày 29 tháng 1 năm 2013, Thượng viện Hoa Kỳ đã chấp thuận ông vào chức vụ Ngoại trưởng Hoa Kỳ với 94 phiếu thuận và 3 phiếu chống. Ông sẽ bắt đầu làm Ngoại trưởng vào ngày 1 tháng 2 năm 2013, thay thế bà Hillary Clinton.

Ngày 15 tháng 12 năm 2013 Kerry quay trở lại Việt Nam với tư cách bộ trưởng Ngoại giao để bàn về vấn đề an ninh hàng hải và tranh chấp lãnh thổ trên Biển Đông với chính quyền sở tại.

## Tiểu sử
Về dân sự: ông từng giữ chức vụ phụ tá luật sư tại quận Middlesex năm 1977-1979 và trở thành luật sư năm 1979-1982. Từ năm 1982- 1984 ông là đại diện Thống đốc Massachusetts và đắc cử Nghị sĩ năm 1984.
2013–2017 Ngoại trưởng Mỹ - Kerry tuyên thệ nhậm chức Ngoại trưởng vào ngày 1 tháng 2 năm 2013.
2017–2021 Kerry đã nghỉ hưu từ công việc ngoại giao của mình sau khi chính quyền Obama kết thúc vào ngày 20 tháng 1 năm 2017.
Vào ngày 23 tháng 11 năm 2020, nhóm chuyển tiếp của Tổng thống đắc cử Joe Biden thông báo rằng Kerry sẽ đảm nhận vị trí toàn thời gian trong chính quyền, với tư cách là đặc phái viên về khí hậu;  với vai trò này, ông sẽ là hiệu trưởng trong Hội đồng An ninh Quốc gia.  Kerry nhậm chức vào ngày 20 tháng 1 năm 2021, sau lễ nhậm chức của Joe Biden .

## Gia đình
Ngày 23.5.1970, tại Philadelphia, John Kerry kết hôn lần thứ nhất với Julia Thorne, sinh được hai con gái tên Alexandra và Vanessa. Năm 1988, Kerry và Julia ly dị. Ngày 26.5.1995, tại Nantucket, John Kerry kết hôn lần thứ hai với Teresa Heinz, người phụ nữ đã một đời chồng và có ba con trai, sau khi nhà cầm quyền tuyên bố là Kerry đã xin phép Giáo hội Công giáo hủy bỏ cuộc kết hôn 18 năm về trước.